# Fiat Tipo 3
La Fiat Tipo 3 è un'autovettura di classe medio-alta costruita dalla FIAT dal 1910 al 1921. È anche conosciuta come "Fiat 20-30 HP".  È stata la prima vettura al mondo a installare una trasmissione cardanica.

## La vettura

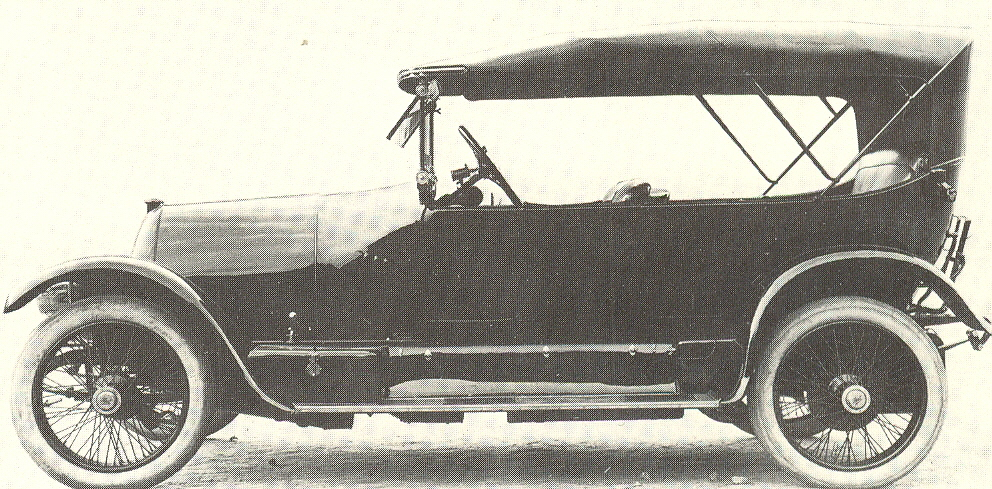
Fiat Tipo 3Ter

La Fiat Tipo 3 era un'autovettura di classe medio-superiore, ed oggi si potrebbe definirla una "granturismo". È stata commercializzata in tre serie, la Tipo 3, la Tipo 3A e la Tipo 3Ter:
- La Tipo 3, costruita dal 1910 al 1912, aveva installato un impianto elettrico per i fari anteriori e posteriori e l'illuminazione dell'abitacolo. Montava un motore Tipo 53A di 3969 cm³ di cilindrata erogante una potenza di 32 hp. È stata fabbricata in 1322 esemplari.

- La Tipo 3A è stata costruita dal 1912 al 1921. Era disponibile solamente con la carrozzeria Torpedo. Fu fabbricata anche una versione a telaio nudo; i clienti poi la facevano carrozzare dai carrozzieri di fiducia. Dal 1915 è stata fornita dell'impianto elettrico. L'esemplare montava un motore erogante una potenza di 40 hp che raggiungeva una velocità di 80 km/h con una cilindrata di 4398 cm³. L'accensione era a magnete ed aveva un cambio a quattro rapporti. Era lunga 4380 mm[3] ed aveva un passo di 3140 mm[3]. Raggiungeva gli 80 km/h di velocità massima. È stata prodotta in 2167 esemplari.

- La Tipo 3Ter è stata presentata nel 1912 ed aveva la stessa cilindrata della "3A"[3]. Il cambio era a quattro rapporti. Questa versione venne prodotta con un passo ridotto rispetto alla 3A per soddisfare le richieste del Regio Esercito. Il modello aggiornato era infatti più compatto e leggero, con conseguente miglioramento delle prestazioni. L'esemplare spesso fu destinato a impieghi militari e fu anche fornita a eserciti stranieri. Fu fabbricata fino al 1915. Era lunga 4070 mm[3] ed aveva un passo di 2915 mm. Dal 1913 viene lanciata una versione potenziata da 45 hp che raggiungeva la velocità massima di 95 km/h, contro i 90 della serie standard[3]. È stata fabbricata in 718 esemplari.